# Ying Li
Ying Li (8 de abril de 1981) es una deportista china que compitió en judo.
Ganó una medalla de oro en el Campeonato Mundial de Judo de 2005, y una medalla de bronce en el Campeonato Asiático de Judo de 2003. En los Juegos Asiáticos consiguió dos medallas de bronce en los años 1998 y 2006.

## Palmarés internacional
| Campeonato Mundial  | Campeonato Mundial   | Campeonato Mundial | Campeonato Mundial |
| Año                 | Lugar                | Medalla            | Categoría          |
| ------------------- | -------------------- | ------------------ | ------------------ |
| 2005                | El Cairo (Egipto)    | Medalla de oro     | –52 kg             |
| Juegos Asiáticos    |                      |                    |                    |
| Año                 | Lugar                | Medalla            | Categoría          |
| 1998                | Bangkok (Tailandia)  | Medalla de bronce  | –52 kg             |
| 2006                | Doha (Catar)         | Medalla de bronce  | –52 kg             |
| Campeonato Asiático |                      |                    |                    |
| Año                 | Lugar                | Medalla            | Categoría          |
| 2003                | Jeju (Corea del Sur) | Medalla de bronce  | –52 kg             |